# 1990 في مصر
فيما يلي قوائم الأحداث التي وقعت خلال عام 1990 في مصر.

## رياضة
مشاركة منتخب مصر لكرة القدم في كأس العالم 1990، وهي المرة التي يشارك فيها بهذه المسابقة منذ عام 1934.

## أفلام
من الأفلام التي صدرت هذه السنة في مصر:
- 1 يناير – الأستاذ من إخراج أحمد صقر.
- 1 يناير – الإمبراطور من إخراج طارق العريان.
- 1 يناير – البحث عن سيد مرزوق من إخراج داود عبد السيد.
- 1 يناير – البيضة والحجر من إخراج علي عبد الخالق.
- 1 يناير – الذل من إخراج محمد النجار.
- 1 يناير – الراقصة والسياسي من إخراج سمير سيف.
- 1 يناير – إسكندرية كمان وكمان من إخراج يوسف شاهين.
- 1 يناير – إعدام قاضي
- 1 يناير – حنفي الأبهة من إخراج محمد عبد العزيز.
- 1 يناير – قضية سميحة بدران من إخراج إيناس الدغيدي.

## موسيقى

### ألبومات
من الألبومات التي صدرت هذه السنة في مصر:
- 1 يناير – حكاية من غناء حميد الشاعري.

## كتب
من الكتب التي صدرت هذه السنة في مصر:
- 1 يناير – الشيطان والإنسان من تأليف محمد متولي الشعراوي.

## مواليد

### يناير
- 1 يناير – إسراء المدلل
- 1 يناير – إسلام مجدي لاعب كرة قدم مصري.
- 3 يناير – هشام محمد لاعب كرة قدم مصري.[1]
- 11 يناير – ملك قورة ممثلة مصرية.
- 18 يناير – حسام عرفات لاعب كرة قدم مصري.
- 18 يناير – مينا عطا
- 20 يناير – صلاح سليمان لاعب كرة قدم مصري.[2]
- 29 يناير – معاذ الحناوي لاعب كرة قدم مصري.[3]

### فبراير
- 21 فبراير – محمد رفاعي لاعب كرة قدم مصري.

### مارس
- 13 مارس – باسم عيد لاعب كرة قدم مصري.

### أبريل
- 2 أبريل – عمرو السولية لاعب كرة قدم مصري.
- 4 أبريل – مي محمد سبّاحة مصرية.
- 14 أبريل – سلمى زين مبارزة بالسيف مصرية.

### يوليو
- 21 يوليو – أحمد حمودي لاعب كرة قدم مصري.[4]

### أغسطس
- 10 أغسطس – رباب عيد مصارعة هاوية مصرية.
- 22 أغسطس – شهاب الدين أحمد لاعب كرة قدم مصري.[5]

### سبتمبر
- 19 سبتمبر – محمد صفوت لاعب كرة مضرب مصري.

### نوفمبر
- 1 نوفمبر – إسلام رمضان لاعب كرة قدم مصري.[6]
- 13 نوفمبر – ياسمين علي مغنية مصرية.

## وفيات

### يناير
- 1 يناير – إستر فانوس (مواليد 1895)
- 1 يناير – نادية جمال (مواليد 1937)
- 11 يناير – إحسان عبد القدوس (مواليد 1919) كاتب روائي مصري.[7]
- 31 يناير – رشاد خليفة (مواليد 1935)

### مارس
- 17 مارس – محمد لطيف (مواليد 1909) لاعب كرة قدم مصري.

### سبتمبر
- 9 سبتمبر – لويس عوض (مواليد 1915)[8]

### أكتوبر
- 12 أكتوبر – رفعت المحجوب (مواليد 1926) سياسي مصري.